# Manípur
Manípur (či Manipur, v manipurštině ꯃꯅꯤꯄꯨꯔ) je jeden z nejmenších indických spolkových států. Jde o kopcovitý stát, o rozloze 22 327 km², rozkládající se na východě Indie na samých hranicích s Barmou. V Manípuru žijí skoro 2 milióny obyvatel. Hlavním městem je Imphál, který se pyšní univerzitou a technickými školami. Většina obyvatel zachovává kmenový způsob života.
Manípur byl původně královstvím, stejně jako státy Sikkim a Tripura, a spolu s nimi existuje i po svém připojení k Indii v nezměněných hranicích.
Region přitáhl pozornost některých českých médií v souvislosti s nábožensky a etnicky podmíněným násilím v září roku 2023. Již v červnu téhož roku se situaci věnoval Český rozhlas.